# Армянская чайка
Армянская чайка, или севанская серебристая чайка (лат. Larus armenicus), — крупная чайка, обитающая на Кавказе, Ближнем и Среднем Востоке. Раньше её классифицировали как подвид серебристой чайки, но недавно эту чайку выделили в самостоятельный вид.

## Описание
Армянская чайка похожа на желтоногую чайку, но немного меньше, с тёмно-серой спиной и тёмными глазами. Области чёрного цвета на крыльях широкие, с более мелкими белыми пятнами. Клюв короткий, с отличительными чёрными полосами на самом конце. В первую зиму птицы обычно коричневые. Они имеют белёсый курдюк, бледный пух и узкие, отчётливые чёрные полосы на хвосте.
Гнездятся армянские чайки возле горных озёр в Армении, Грузии, Турции и западной части Ирана. Наибольшие по численности популяции в Армении находятся в бассейне озера Севан, на озере Арпи, в долинах рек Аракс, Раздан и Ахурян. Большая часть птиц зимует мигрируя на побережье Турции, Ливана и Израиля. Меньшее количество — на Кипре, Египте и в странах Персидского залива.
Гнездо из растительности строят на земле на берегу или на островах на озере. Откладывает три яйца, главным образом, в конце апреля. Гнездовые колонии очень плотные, гнезда находятся близко друг к другу и территориальные конфликты не исключены.

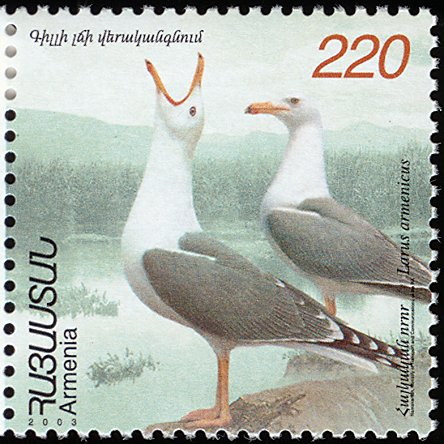
Армянская чайка на почтовой марке 2003 года

## Систематика
Вид был описан в 1934 году советским орнитологом Сергеем Александровичем Бутурлиным.

## Галерея

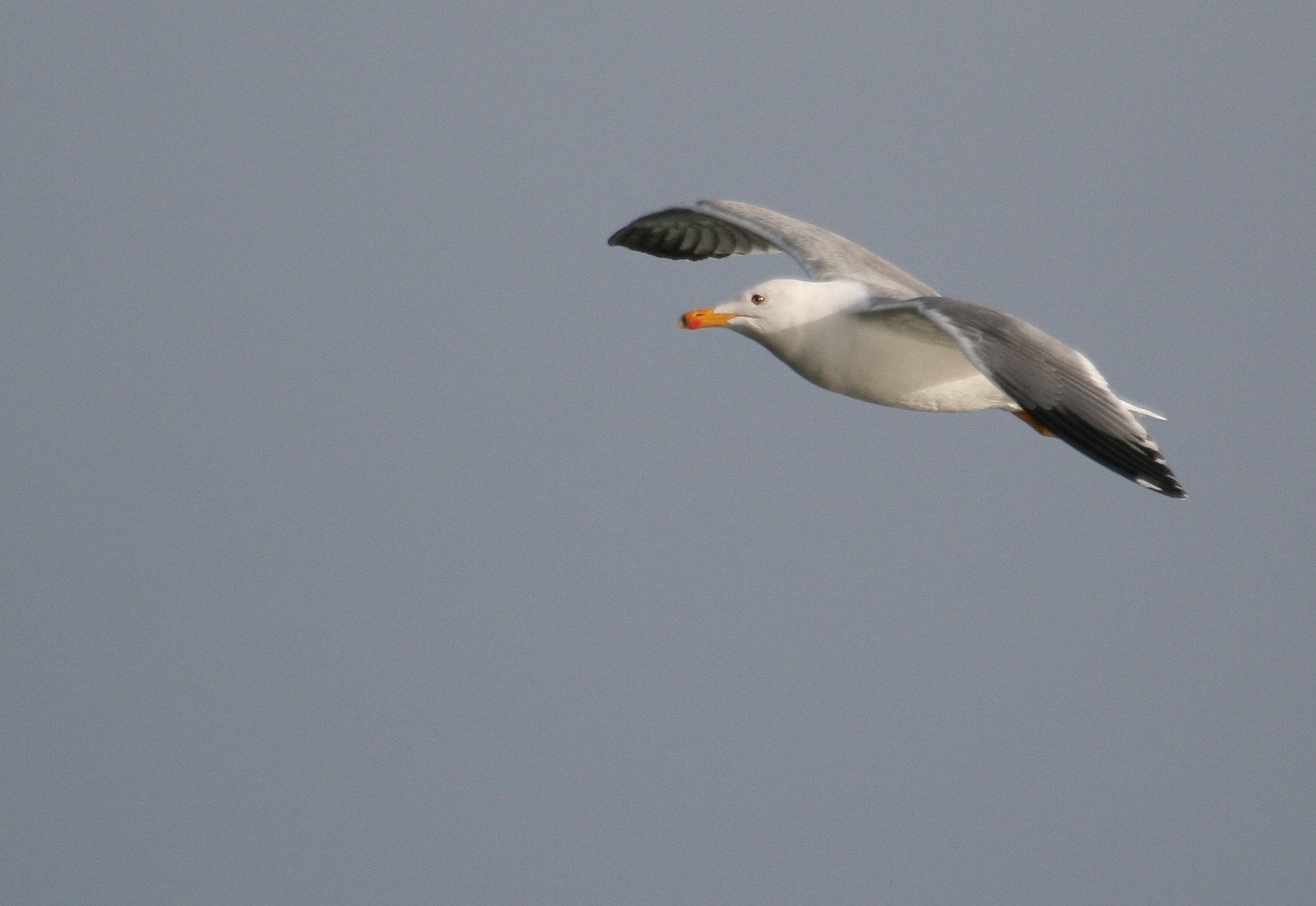
Армянская чайка в полёте
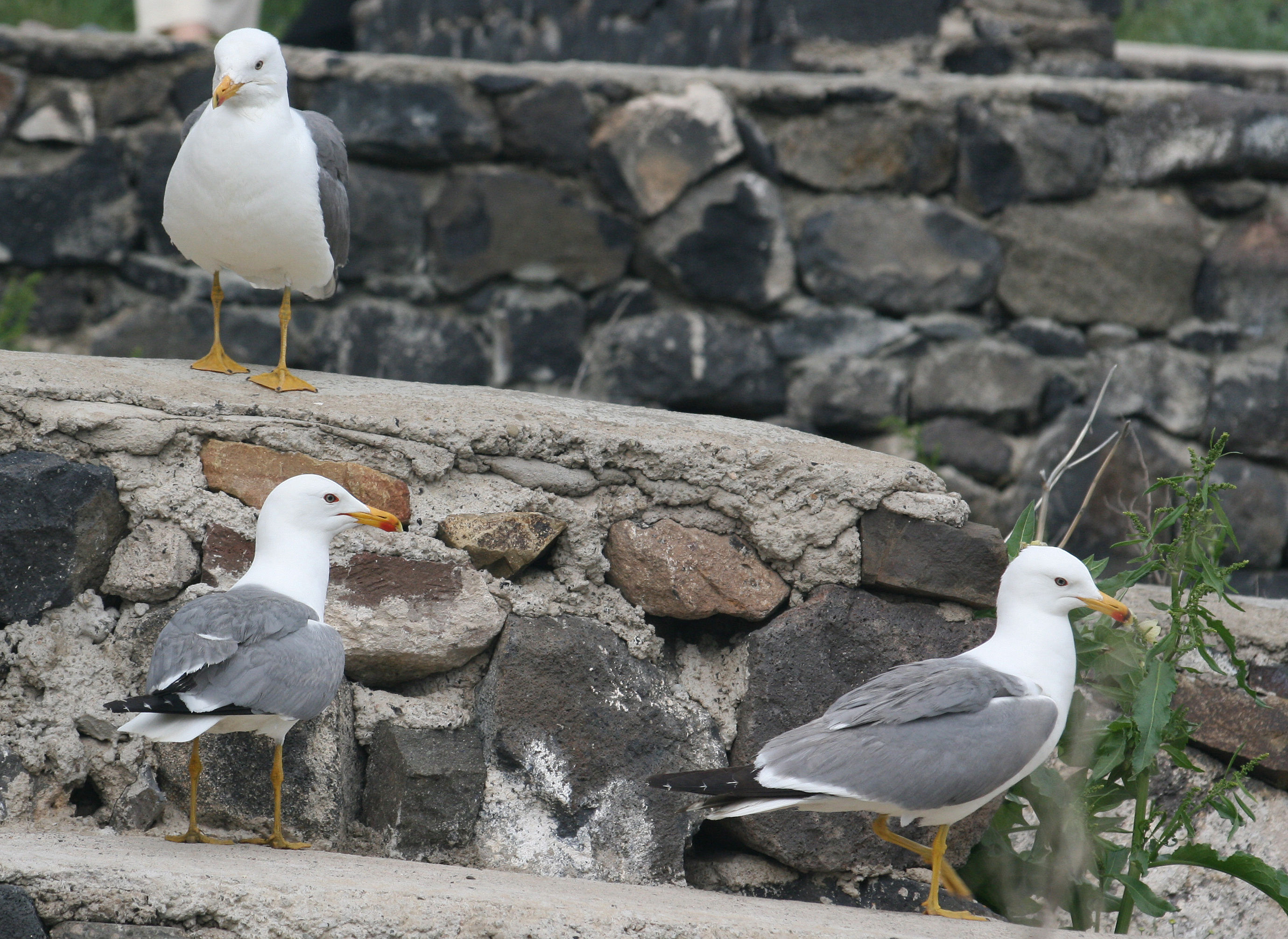
Группа чаек, близ монастыря Севанаванк
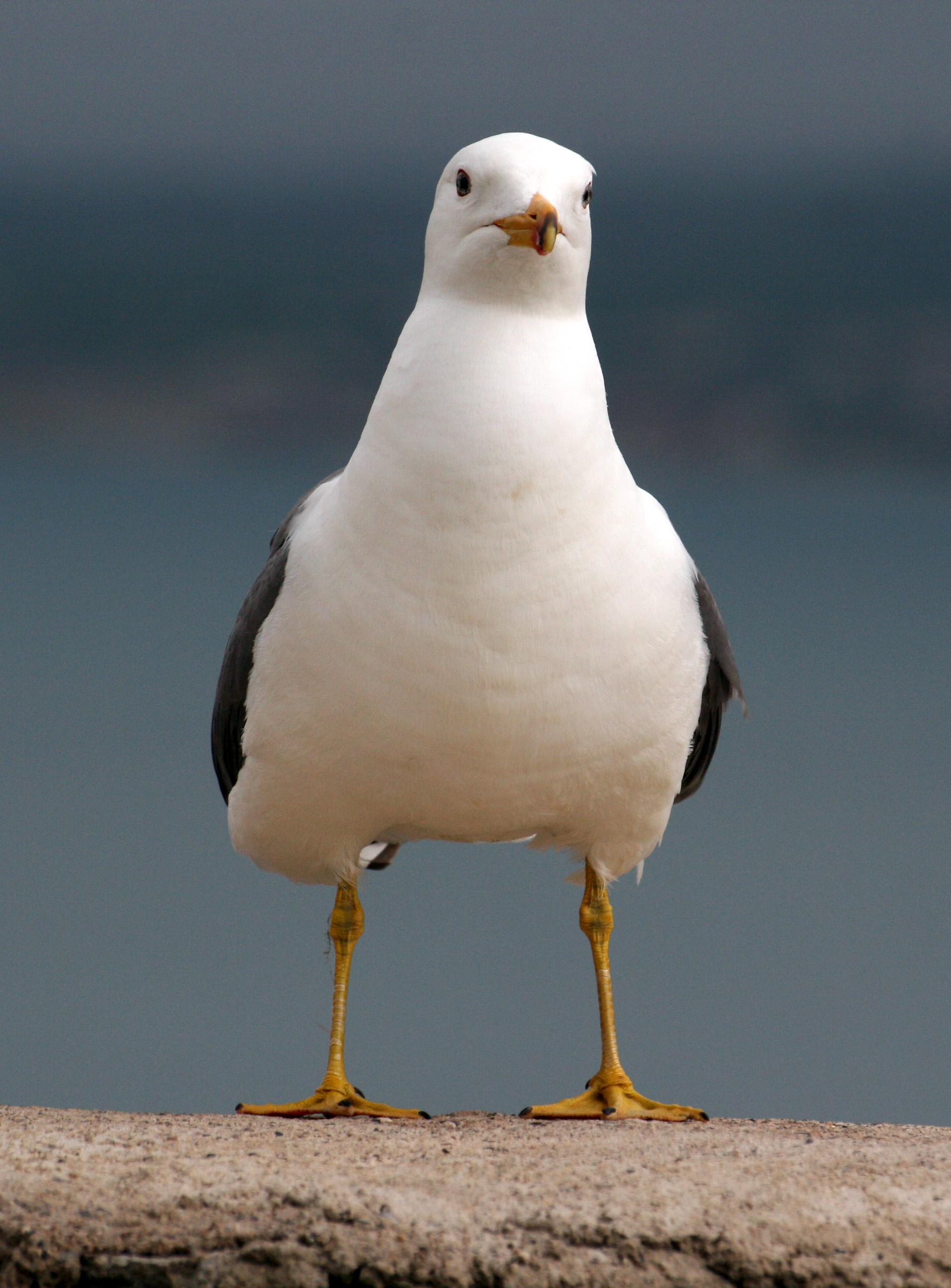
Птица спереди
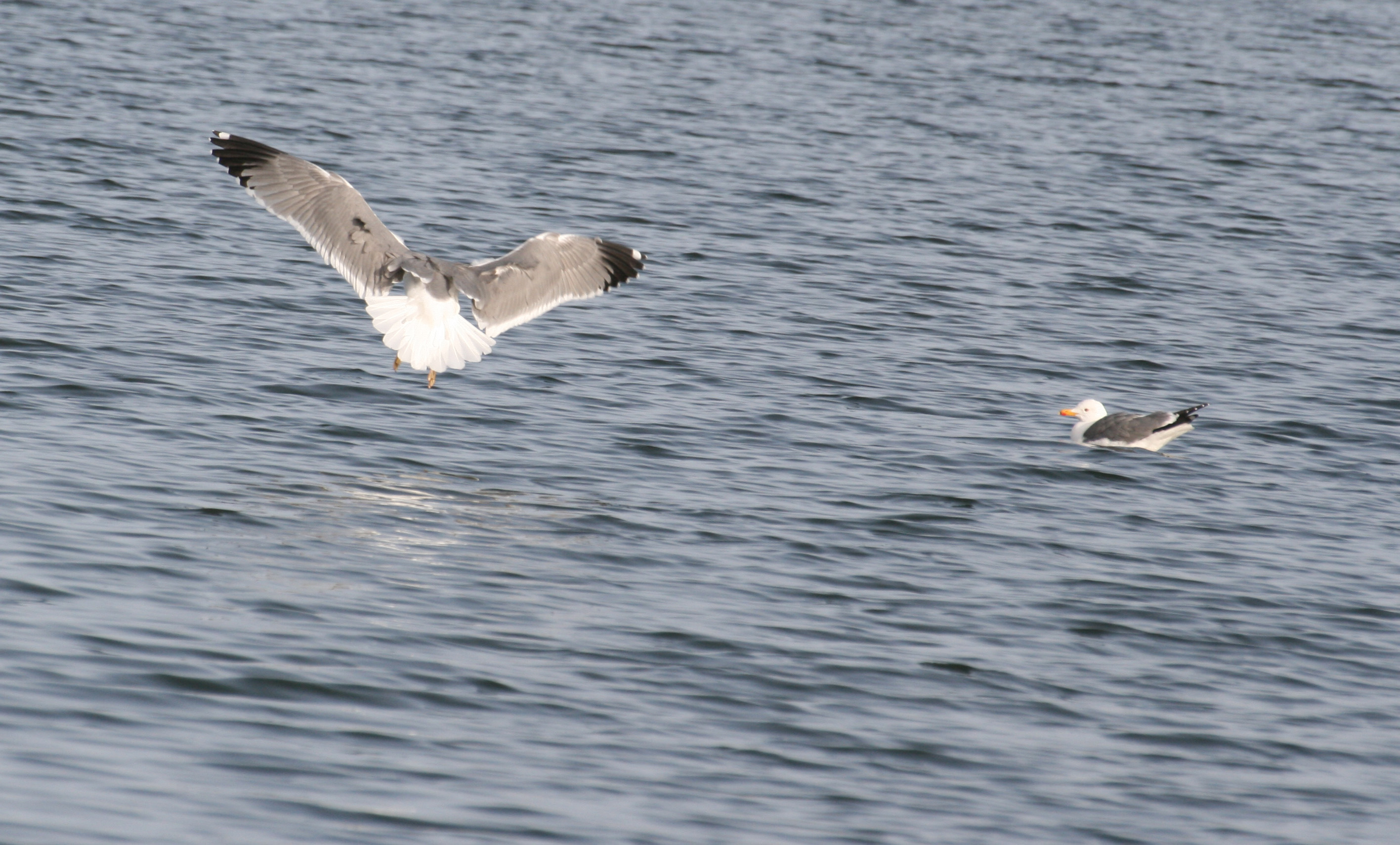
Армянские чайки на озере Севан